# Waterman (sterrenbeeld)

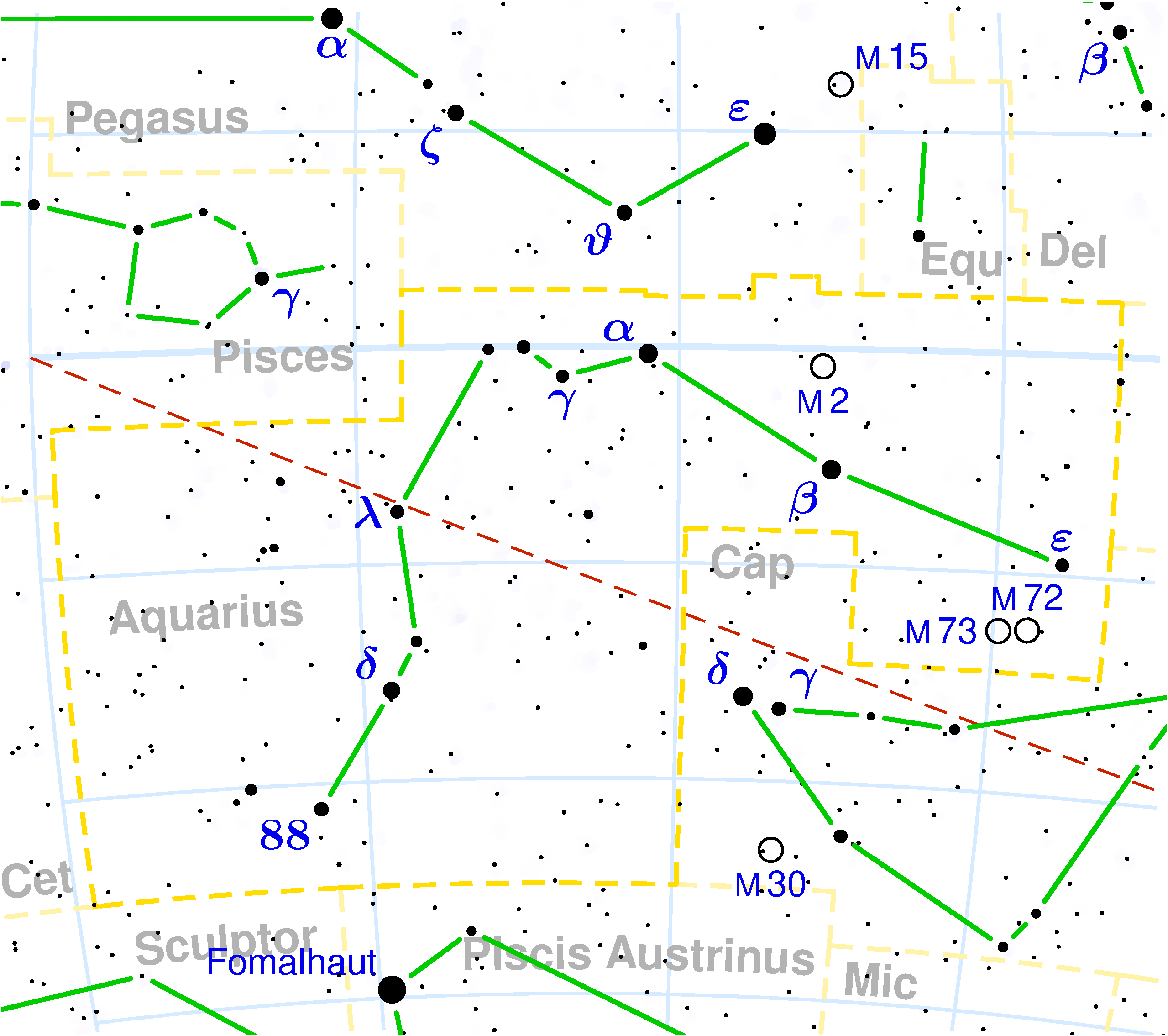
Kaart van het sterrenbeeld Waterman.

Waterman (Aquarius, afkorting Aqr) is een tamelijk onopvallend sterrenbeeld aan de hemelequator. Het ligt tussen rechte klimming 20u36m en 23u54m en tussen declinatie +3° en −25°. De ecliptica loopt door Waterman, dat dus deel uitmaakt van de dierenriem. De zon staat elk jaar in dit sterrenbeeld van 16 februari tot 12 maart.

## Sterren
(in volgorde van afnemende helderheid)
- Sadalsuud (β, beta Aquarii)
- Sadalmelik (α, alpha Aquarii)
- Skat (δ, delta Aquarii)
- Albali (ε, epsilon Aquarii)
- Sadalachbia (γ, gamma Aquarii)
- Ancha (θ, theta Aquarii)
- Situla (κ, kappa Aquarii)
- Gliese 876, een rode dwerg waarbij drie planeten ontdekt zijn

## De waterkruik
Alhoewel de Waterman een tamelijk onopvallend sterrenbeeld is, kan het gemakkelijk worden opgespoord dankzij het betrekkelijk kleine en herkenbare asterisme dat bij Engelstalige amateurastronomen bekend is als the water jar (de waterkruik). Dit asterisme bevindt zich in het noordelijkste gedeelte van het sterrenbeeld en is waarneembaar met het blote oog of met een kleine verrekijker. Het bestaat uit de sterren α Aquarii (Sadalmelik), γ Aquarii (Sadalachbia), ζ Aquarii , η Aquarii, en π Aquarii.

## Telescopisch waarneembare objecten

### New General Catalogue
NGC 6945, NGC 6959, NGC 6961, NGC 6962, NGC 6963, NGC 6964, NGC 6965, NGC 6966, NGC 6967, NGC 6968, NGC 6973, NGC 6975, NGC 6977, NGC 6978, NGC 6980, Messier 72 (NGC 6981), NGC 6985-1, NGC 6985-2, Messier 73 (NGC 6994), NGC 7001, NGC 7005, Saturnusnevel (NGC 7009), NGC 7010, NGC 7047, NGC 7051, NGC 7065, NGC 7065A, NGC 7069, NGC 7077, NGC 7081, NGC 7088 (Baxendell's unphotographable nebula), Messier 2 (NGC 7089), NGC 7108, NGC 7120,  NGC 7121, NGC 7164-1, NGC 7164-2, NGC 7165, NGC 7167, NGC 7170, NGC 7171, NGC 7180, NGC 7181, NGC 7182, NGC 7183, NGC 7184, NGC 7185, NGC 7188, NGC 7189, NGC 7198, NGC 7211, NGC 7215, NGC 7218, NGC 7220, NGC 7222, NGC 7230, NGC 7239, NGC 7246, NGC 7247, NGC 7251, NGC 7252 (Atoms for peace), NGC 7254, NGC 7255, NGC 7257, NGC 7266, NGC 7269, NGC 7284, NGC 7285, NGC 7287, NGC 7287A, NGC 7288, Helixnevel (NGC 7293), NGC 7298, NGC 7300, NGC 7301, NGC 7302, NGC 7309, NGC 7310, NGC 7341, NGC 7344, NGC 7349, NGC 7351, NGC 7359, NGC 7364, NGC 7365, NGC 7371, NGC 7377, NGC 7378, NGC 7381, NGC 7391, NGC 7392, NGC 7393, NGC 7399, NGC 7406, NGC 7416, NGC 7425, NGC 7441, NGC 7443, NGC 7444, NGC 7447, NGC 7450, NGC 7453, NGC 7471, NGC 7481, NGC 7491, NGC 7492, NGC 7494, NGC 7498, NGC 7502, NGC 7520, NGC 7522, NGC 7526, NGC 7573, NGC 7576, NGC 7585, NGC 7592, NGC 7596, NGC 7600, NGC 7606, NGC 7646, NGC 7656, NGC 7663, NGC 7665, NGC 7666, NGC 7692, NGC 7709, NGC 7717, NGC 7719-1, NGC 7719-2, NGC 7721, NGC 7723, NGC 7724, NGC 7725, NGC 7727, NGC 7730, NGC 7736, NGC 7754, NGC 7754A, NGC 7758, NGC 7759, NGC 7759A, NGC 7761, NGC 7763, NGC 7776.

### Index Catalogue
IC 1330, IC 1331, IC 1332, IC 1341, IC 1342, IC 1344, IC 1345, IC 1346, IC 1347, IC 1348, IC 1349, IC 1350, IC 1351, IC 1352, IC 1353, IC 1354, IC 1355, IC 1357, IC 1362, IC 1366, IC 1368, IC 1370, IC 1371, IC 1372, IC 1373, IC 1374, IC 1376, IC 1381, IC 1383, IC 1384, IC 1385, IC 1387, IC 1388, IC 1390, IC 1391, IC 1397, IC 1401, IC 1403, IC 1405, IC 1406, IC 1409, IC 1410, IC 1411, IC 1413, IC 1415, IC 1416, IC 1417, IC 1419, IC 1421, IC 1426, IC 1430, IC 1431, IC 1433, IC 1435, IC 1436, IC 1437, IC 1438, IC 1439, IC 1440, IC 1443, IC 1445, IC 1446, IC 1447, IC 1448, IC 1449, IC 1451, IC 1453, IC 1456, IC 1457, IC 1458, IC 1463, IC 1464, IC 1469, IC 1471, IC 1477, IC 1479, IC 1489, IC 1490, IC 1491, IC 1494, IC 1495, IC 1498, IC 1499, IC 1505, IC 1509, IC 1514, IC 5050, IC 5057, IC 5058, IC 5061, IC 5062, IC 5082, IC 5089, IC 5090, IC 5111, IC 5126, IC 5155, IC 5159, IC 5167, IC 5178, IC 5189, IC 5194, IC 5198, IC 5204, IC 5210, IC 5211, IC 5216, IC 5226, IC 5228, IC 5241, IC 5248, IC 5261, IC 5278, IC 5290, IC 5304, IC 5310, IC 5318, IC 5321, IC 5327, IC 5334, IC 5340, IC 5343, IC 5344, IC 5345, IC 5361.

## Wat is er verder te zien?
Vanuit Waterman lijken meerdere meteorenzwermen te komen:
- De eerste week van mei (maximum 4 mei) zijn dit de eta Aquariden, die mogelijk hun oorsprong hebben in de komeet van Halley.
- Van 15 juli tot 15 augustus (maximum 28 juli) zijn er de delta Aquariden.
- De iota Aquariden zijn te zien tussen 15 juli en 25 augustus (maximum 6 augustus).

## Wanneer het best te zien?
Op het noordelijk halfrond is Waterman zichtbaar vanaf september tot januari. Doordat het slechts weinig heldere sterren bevat is het niet gemakkelijk te vinden. Bovendien valt de figuur ook niet meteen op.

## Aangrenzende sterrenbeelden
(met de wijzers van de klok mee)
- Pegasus
- Veulen (Equuleus)
- Dolfijn (Delphinus)
- Arend (Aquila)
- Steenbok (Capricornus)
- Zuidervis (Piscis Austrinus)
- Beeldhouwer (Sculptor)
- Walvis (Cetus)
- Vissen (Pisces)